# Koszary w Sanoku–Olchowcach
Koszary w Sanoku–Olchowcach – zabudowania byłych koszar wojskowych w Sanoku, położone w dzielnicy Olchowce.

## Historia
W 1812 władze austriackie ustanowiły w Olchowcach „Beschäl- und Remontierungsdepartament”, który w 1822 przeniesiono do Drohowyża. Podczas swojej podroży po Galicji cesarz Austrii Franciszek Józef I zbliżając się do Sanoka od strony wschodniej 31 października 1851 wyraził życzenie odwiedzenia stadniny w Olchowcach; w tym celu przekroczył postawiony naprędce most na rzece San, wizytował olchowiecką stadninę, prowadzoną przez rtm. Kaspra Müllera, obejrzał stado i sam wykonał kilka ewolucji konnych, po czym powrócił na drugą stronę rzeki i powozem ruszył w stronę pobliskiego Sanoka.
Zabudowania powstały w okresie autonomii galicyjskiej w ramach Austro-Węgier dla żołnierzy c. i k. armii. Do 1918 w tym miejscu działała prochownia oraz stadnina ułanów.
W okresie II Rzeczypospolitej (1920-1939) w obiektach stacjonował III batalion i pluton artylerii piechoty 2 Pułku Strzelców Podhalańskich. W 1932 dowódca tej jednostki, płk Janusz Dłużniakiewicz przydzielił świetlicę w koszarach III batalionu 2PSP oddziałowi Związku Strzeleckiego Olchowce.
Podczas II wojny światowej w koszarach leżących wówczas na obszarze okupacji sowieckiej (1939-1941) działał 93 Oddział Pograniczny NKWD. Po ataku Niemiec na ZSRR z połowy 1941 w zabudowaniach koszar istniał utworzony przez hitlerowców obóz dla jeńców sowieckich od października 1941 do lipca 1944.
Po wojnie koszary przejęło ludowe Wojsko Polskie. W okresie PRL w koszarach stacjonował 26 Pułk Czołgów Średnich (1967-1989).
W okresie III Rzeczypospolitej od 8 lutego 1990 w koszarach została ulokowana Wojskowa Komenda Uzupełnień w Sanoku, w budynku pod adresem ul. Przemyskiej 1 (przeniesiona z budynku przy ul. Zamkowej 30). W związku z prowadzonymi pracami remontowymi tego budynku w 2017 siedziba WKU została przeniesiona do budynku biurowego siedziby przedsiębiorstwa Autosan przy ul. Kazimierza Lipińskiego 109. Ponadto w zabudowaniach stacjonował 4 Bieszczadzki Pułk Zmotoryzowany JW Nr 2667 NJW MSWiA (1993-1999).
W 1999 podjęto starania o przekazanie nieruchomości o powierzchni 5,6 ha na rzecz utworzenia tam planowanej Komendy Powiatowej Policji w Sanoku, dotychczas działającej w gmachu przy budynku przy ul. Henryka Sienkiewicza 5 (w tym miejscu istniał budynek koszar, strzelnica i stołówka, którą zamierzano zamienić na warsztaty i garaże policyjne). Prace adaptacyjno-budowlane podjęto w 2002. Nowa siedziba KPP w Sanoku powstała tamże i została przypisana pod adresem ul. Stanisława Witkiewicza 3.
Po odejściu JW Nr 2667 z koszar zarząd mienia nad obiektami przejął starosta sanocki. Na początku XXI pojawiały się doniesienia o postępującej dewastacji obiektów po byłych koszarach.